# Ковалёв, Алексей Андреевич
Алексе́й Андре́евич Ковалёв (род. 26 апреля 1981, Москва) — российский журналист и переводчик.

## Биография
Родился 26 апреля 1981 года в Москве в семье искусствоведов. Окончил отделение славянской филологии филологического факультета МГУ им. М. В. Ломоносова и магистратуру по международной журналистике факультета журналистики Лондонского городского университета.
В Лондоне писал колонки для Wired и The Guardian, с марта 2011 года работал корреспондентом журнала «Сноб».
Переехал в Москву и с 1 марта 2012 года по 9 декабря 2013 года являлся главным редактором сайта ИноСМИ.ру, публикующего переводы иностранных СМИ. Данный сайт входит в структуры РИА Новости и формально Ковалёв являлся начальником отдела в РИА Новости. Был уволен в результате ликвидации РИА Новости и перехода его под контроль агентства «Россия сегодня».
В сентябре 2014 года запустил личный проект «Лапшеснималочная», борющийся с фальшивыми новостями. По 1 марта 2019 года являлся главным редактором Coda.ru, российской версии сайта Coda Media.
С марта 2019 года работал руководителем отдела расследований «Медузы». К этому времени «Лапшеснималочная» стала неактивна. С 2023 года не является сотрудником «Медузы».
В 2022 году покинул Россию, перейдя границу пешком. Сейчас проживает в Лондоне.
27 декабря 2024 года Министерством юстиции России внесён в список физических лиц «иностранных агентов».

## Награды
Трижды получал ежемесячную журналистскую премию «Редколлегия»:
- В июне 2017 года за статью «Кто и как распиливает миллионы на обмане москвичей», опубликованную в «Лапшеснималочной» и рассказывающую о команде мэра Москвы Сергея Собянина[14],
- В январе 2021 года вместе с Лилией Яппаровой, Денисом Дмитриевым и Михаилом Магловым за статью «Если человек — президент, ему всё можно», опубликованную в «Медузе» и рассказывающую о «дворце Путина»[15].
- В апреле 2022 года вместе с Анастасией Чумаковой, Лилией Яппаровой и Дамиром Нигматуллиным за статью «„Думаешь, я этого хочу? Я больной. Я ненормальный“. Российские солдаты насиловали женщин и убивали мужчин в мирном селе под Киевом», опубликованную в «Медузе» и рассказывающую о военных преступлениях российских солдат в ходе вторжения на Украину[16].